# Vchynice-Tetov I
Vchynice-Tetov I ist ein Ortsteil der Gemeinde Srní in Tschechien. Er liegt vier Kilometer südlich von Srní im Böhmerwald und gehört zum Okres Klatovy.

## Geographie
Vchynice-Tetov I erstreckt sich linksseitig der Vydra am Chinitz-Tettauer Schwemmkanal im Waldgebiet Schätzův les (Schätzenwald). Nordöstlich erhebt sich die Liška (990 m), im Osten der Sokol (Antigelberg, 1253 m) und der Jelení vrch (Kainzenberg, 1176 m), südöstlich der Philippshüttenberg (1106 m), im Süden der Tettauer Berg (1048 m), südwestlich die Adamova hora (Adamsberg, 1077 m), im Westen der Oblík (Steiningberg, 1225 m), der Výběžek (1027 m) und die Býčí louka (1107 m) sowie im Nordwesten der Kostelní vrch (Kruheberg, 1014 m).
Nachbarorte sind Srní, Hrádky und Turnerova Chata im Norden, Zhůří und Výhledy im Nordosten, Horská Kvilda und Vydří Most im Osten, Kvilda, Korýtko und Filipova Huť im Südosten, Vchynice-Tetov II im Süden sowie Prášily im Nordwesten.

## Geschichte
Der dem Chlumecer Familienzweig der Grafen Kinsky von Wchinitz und Tettau entstammende Philipp Joseph Graf Kinsky, der die Herrschaft Stubenbach 1780 nach dem Tode seines kinderlosen Großonkels Josef Johann Maximilian Graf Kinsky geerbt hatte, ließ zwischen 1792 und 1793 in den Waldhwozder Wäldern östlich des Adamsberges die Dörfer Chinitz (Vchynice) und Tettau (Tetov) anlegen. Beide Orte wurden als Waldhufendörfer angelegt und gehören zu den jüngsten bäuerlichen Ortsgründungen im Königreich Böhmen. Entlang des Steiges von Mader nach Rehberg reihten sich hölzerne Chaluppen. Im Zuge der Urbarmachung steinigen Waldbodens wurden an den Grenzen der Huben, die sich vom Fuße des Adamsberges zum Vydratal erstreckten, breite Steinmauern aufgeschichtet, die sich bis heute erhalten haben. Wegen der Höhenlage von über 1000 m. ü. M. war der Feldbau nur stark eingeschränkt möglich, so dass die Weidewirtschaft dominierte. Zusammen mit einer nur kurzlebigen Glashütte entstand 1792 am linken Ufer des Großmüllerbaches gegenüber von Mader die Ansiedlung Maderhäuser. Im Jahre 1799 verkaufte Philipp Joseph Graf Kinsky die Herrschaft Stubenbach an Joseph II. von Schwarzenberg. Dieser ließ im selben Jahre durch seinen Forstingenieur Joseph Rosenauer zur wirtschaftlichen Verwertung des Holzreichtums der Herrschaft den Chinitz-Tettauer Schwemmkanal projektieren, dessen Ausgangspunkt unterhalb der Ebenmühle an der Rechelbrücke zwischen Chinitz und Preisleiten lag. Neben der wenig erträglichen Landwirtschaft wurde die Holzfällerei zur Haupterwerbsquelle der Bewohner. Sukzessive wurden auch die Hänge des Adamsberges besiedelt, hier entstanden die Siedlungen Adamsberg, Brenntenhäuser und das Hegerhaus Sägfeiler. Entlang des Schwemmkanals wurden im Schätzenwald die Holzfällersiedlungen Schätzenwald und Schätzenreith angelegt.
Im Jahre 1838 bestanden die Dörfer Chinitz und Tettau, die zusammen mit Adamsberg und Brennten sowie zwei Häusern von Mader (Modrava 1.díl) die Ortsgemeinde Chinitz und Tettau bildeten, aus insgesamt 39 Häusern mit 282 Einwohnern. In Chinitz wurde eine Wanderschule unterhalten. Pfarrort war Stubenbach. Bis zur Mitte des 19. Jahrhunderts blieb Chinitz und Tettau nach Stubenbach untertänig.
Nach der Aufhebung der Patrimonialherrschaften bildete Chinitz-Tettau / Vchynice-Tetov ab 1850 einen Ortsteil der Gemeinde Stadler bzw. Stadlern I. Anteil im Gerichtsbezirk Bergreichenstein. Ab 1868 gehörte Chinitz-Tettau zum Bezirk Schüttenhofen. Im Jahre 1869 bestand der Ortsteil Chinitz-Tettau mit Adamsberg und Brennten aus 59 Häusern mit 492 Einwohnern. Davon lebten 289 Personen in den 33 Häusern des Kernortes Chinitz-Tettau, 84 in Schätzenwald, 72 in Schätzenreith, 23 in den Maderhäusern und 24 auf dem Antiglhof. 1908 entstand in Chinitz-Tettau eine Freiwillige Feuerwehr. Beim Zensus von 1910 wurden in Chinitz-Tettau 80 Häuser und 555 Einwohner gezählt, in den 44 Häusern des Doppeldorfes Chinitz-Tettau lebten 289 Personen. Die übrigen waren in Schätzenwald (120), Schätzenreith (84), Maderhäuser (42), Sägfeiler (12) und dem Antiglhof (8) wohnhaft. 1921 bestand der Ortsteil Chinitz-Tettau aus 82 Häusern, von denen 45 auf den Kernort Chinitz-Tettau entfielen. 1934 erhielt die Gemeinde Stadler Anteil I. / Stodůleckých Podílů I. den neuen Namen Rehberg / Srní. Nach dem Münchner Abkommen wurde Chinitz-Tettau dem Deutschen Reich zugeschlagen. Von 1939 bis 1945 gehörte Chinitz-Tettau zum bayerischen Landkreis Bergreichenstein. Nach dem Zweiten Weltkrieg wurde Vchynice-Tetov im Zuge der Vertreibung der Deutschen aus der Tschechoslowakei größtenteils abgesiedelt. Die Wiederbesiedlung mit Tschechen gelang nur in geringem Umfang. Im Jahre 1950 lebten im ganzen Ortsteil Vchynice-Tetov 69 Personen in 38 Häusern;  ein Großteil der Häuser blieb unbewohnt und wurde später abgebrochen. Die Ortslagen Adamsberg und Schätzova Mýť wurden gänzlich aufgegeben; von Vchynice, Tetov und Brennten sind nur noch einzelne Häuser erhalten. Nach der Abtrennung der Gemeinde Modrava von Srní und Eigenständigkeit wurde der Ortsteil Vchynice-Tetov am 24. November 1990 zwischen beiden Gemeinden aufgeteilt. Der der Gemeinde Modrava zugefallene südliche Anteil erhielt die Bezeichnung Vchynice-Tetov II, der bei Srní verbliebene größere Anteil den Namen Vchynice-Tetov I. Im Jahre 1991 hatte Vchynice-Tetov I elf Einwohner. Im Jahre 2001 bestand der Ort aus acht Wohnhäusern, in denen zehn Menschen lebten. Insgesamt besteht Vchynice-Tetov I aus 30 Häusern. Der Kernort ist heute Schätzův Les.

## Ortsgliederung
Vchynice-Tetov I bildet einen Katastralbezirk und eine Grundsiedlungseinheit der Gemeinde Srní. Der Katastralbezirk erstreckt sich in Nord-Süd-Richtung von der Einmündung des Popelný potok (Ascherbach) bis zur Rechelbrücke beiderseits der Vydra. Südwestlich reicht er bis an den Tříjezerní slať (Dreiseenfilz).  Auf dem Kataster liegen die Adamova hora und der Výběžek sowie Teile des Naturdenkmals Povydří und der obere Abschnitt des Chinitz-Tettauer Schwemmkanals.
Zur Gemarkung Vchynice-Tetov I gehören die Ortslagen Antýgl, Rokyta, Schätzův Les (Schätzenwald) sowie die Wüstungen Brennten, Schätzova Mýť (Schätzenreith), Vchynice (Chinitz) und Wurmbauer.

## Sehenswürdigkeiten
- Chinitz-Tettauer Schwemmkanal
- Rechelbrücke an der Vydra
- Tříjezerní slať (Dreiseenfilz), Moorgebiet mit drei Seen, südwestlich von Rokyta
- Naturdenkmal Povydří
- Informationszentrum des Nationalparks Šumava mit geologischer Ausstellung in Rokyta